# Figura (baile)
Una figura de baile o también solo figura es, en el baile, un ciclo de movimientos independiente y planificado. La siguiente lista explica las diversas clases de figuras de baile y especifica las figuras básicas relevantes del baile de salón.
Una figura de baile está formada de pasos.

## Giro
- Spot Turn (esp.: „giro en el lugar“): baile latinoamericano, salsa. Un giro de tres pasos.
- Pivot Turn (esp.: „giro axial“).
- Spin: baile latinoamericano.
- Spiral (esp.: „giro espiral“): baile latinoamericano.
- Hook Turn (esp.: „giro de gancho“): baile latinoamericano.

## Figuras “Wickel” (en alemán)
Una figura Wickel es una combinación de diferentes giros con simultáneos repetidos cambios de la posición de baile. Usualmente estas figuras son difícilmente comprensibles para los espectadores y producen la impresión que los compañeros de baile fuesen „envueltos“ o „anudados“. Típicas son las figuras Wickel para la salsa y los discofox, otros bailes no conocen más que relativamente simples figuras Wickel o sus entradas (en alemán: Eingänge) como por ejemplo:
- Rosquilla: Discofox, salsa. La rosquilla (en alemán: Brezel) por sí misma no es ninguna figura Wickel, sirve, sin embargo, como entrada para múltiples de tales figuras.
- Canastilla (en alemán: Körbchen): Discofox, salsa, baile latinoamericano. La dama es envuelta en su propio brazo y girada al lado del caballero.
- La toalla Turca (en alemán: Türkisches Handtuch): Baile latinoamericano, discofox, salsa. Los compañeros de baile frotan sus espaldas y hacen movimientos con sus brazos, como si estuviesen secándose la espalda con una toalla.

Las verdaderas figuras Wickel son por ejemplo:
- Rope Spinning: Discofox.

## Figuras de caída
Por figuras de caída se entienden tales figuras por las cuales un compañero de baile abandona temporalmente su propia firme postura erecta, por la cual, no obstante, siempre al menos un pie toca el suelo. Las figuras de caída están extendidas en todos los bailes, ellas sirven frecuentemente a la representación artística de la „devoción“ a o de la „dependencia“ del compañero de baile, en las presentaciones de espectáculos son utilizadas principalmente como objetos que atraen la mirada.
- Mujer muerta: Rock and roll. Aquí la mujer se deja caer, „rígida como una mujer muerta“, hacia atrás, en los brazos del caballero, para en seguida, levantarla de nuevo.

## Figuras de levantamiento (lifts, aerials)
Por figuras de levantamiento, llamadas en inglés lifts o aerials, se entiende las figuras, donde un compañero de baile (ocasionalmente) deja el piso completamente “con el soporte constante” (es decir, siendo sostenido) por el compañero de baile.
- Datos: Q384748
- Multimedia: Dance moves / Q384748